# استیو آلن
استیو آلن (انگلیسی: Steve Allen؛ زاده ۲۶ دسامبر ۱۹۲۱ – درگذشته ۳۰ اکتبر ۲۰۰۰) یک هنرپیشه، و نوازنده اهل ایالات متحده آمریکا بود.
او در فیلم زنان آمازون در ماه و  کمدین بازی کرده است.